# Spodoptera signifera
Spodoptera signifera är en fjärilsart som beskrevs av Walker 1856. Spodoptera signifera ingår i släktet Spodoptera och familjen nattflyn. Inga underarter finns listade i Catalogue of Life.